# Mennonieten in Bolivia
In Bolivia leeft een vrij grote groep traditionele mennonieten. De groep bestond in 1995 uit 28.567 personen. Volgens sommige bronnen is dit aantal gegroeid naar circa 60.000 in 2010, ( 100,000 in 2019 ) als gevolg van het hoge geboortecijfer. De landbouw is de belangrijkste inkomstenbron voor de mennonieten in Bolivia. Van alle mennonieten in Latijns-Amerikaanse landen als Mexico, Belize, Bolivia en Paraguay, worden de Boliviaanse getypeerd als de meest traditionele mennonieten. De Boliviaanse mennonieten zijn oorspronkelijk afkomstig uit Rusland (Russisch-Duitse baptisten).
De mennonitische gemeenschap staat bekend om haar strenge geloofsregels. De gezinnen zijn groot, trouwen buiten de eigen gemeenschap wordt niet geaccepteerd. Vrouwen dragen geen broeken en hebben lang haar. Alle mannen dragen hetzelfde: hoed, tuinbroek en een geruit hemd. De vrouwen dragen wijde rokken en witte hoeden. Vervoer gaat per paard en wagen. De taal van de mennonieten is het Plautdietsch. In 2011 zijn er 57 mennonietenkolonies in Bolivia. De grootste zijn Riva Palacios (5.488 inwoners), Swift Current (2.602 inwoners), Nueva Esperanza (2.455 inwoners), Valle Esperanza (2.214 inwoners) en Santa Rita (1.748 inwoners).

## Vergelijkbare groepen
- Mennonieten in Argentinië
- Mennonieten in Paraguay
- Mennonieten in Belize
- Mennonieten in Mexico
- Mennonieten in Uruguay
- Hutterieten
- Rusland-Duitse Baptisten
- Old Order Amish
- Old German Baptist Brethren
- Old Order Mennonieten